# Olszanica (gmina)
Pour les articles homonymes, voir Olszanica.
Olszanica [ɔlʂaˈɲit͡sa] (en ukrainien: Вільшаниця, Vil’shanytsia) est une commune rurale de la Voïvodie des Basses-Carpates et du powiat de Lesko. Elle s'étend sur 94 km2 et comptait 5 070 habitants en 2010.
Elle se situe à environ 9 kilomètres à l'est de Lesko et à 71 kilomètres au sud-est de Rzeszów, la capitale régionale.
Quelques exploitations familiales extraient du pétrole brut avec des moyens artisanaux dans les environs de Lesko (à Ropienka notamment).

## Géographie

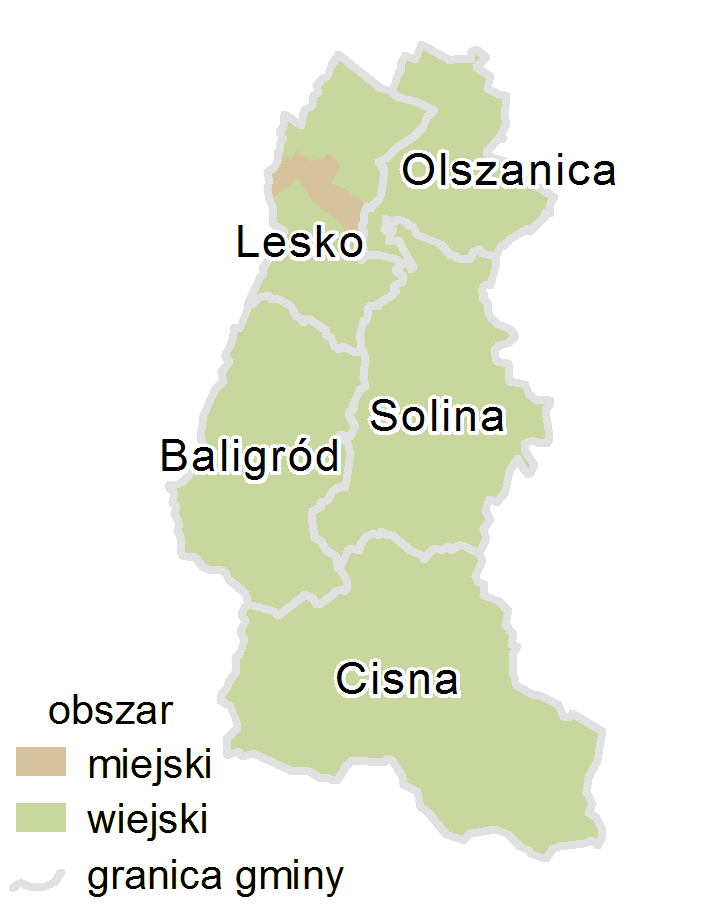
Carte du powiat (partie urbaine en marron et rurale en vert)